# Emma Taylor-Isherwood
Rose Emma Taylor-Isherwood (Toronto, Ontario, 27 de abril de 1987) es una actriz canadiense, conocida por interpretar a Mona Parker en la serie Mona the Vampire (Mona la vampira), Josie Tren en Strange Days at Blake Holsey High (El Colegio del Agujero Negro) y en la serie "Le temes a la oscuridad" en los capítulos "El reanimador" como Julie y "Oblivion" como Shelley.

## Biografía
Comenzó su carrera a la edad de nueve años, con un papel de voz en la animación especial Teddy Bears Rescue, antes de prestar su voz para Miffy y Mona the Vampire. Ha aparecido en películas como Tales from the Neverending Story, The Shipping News y Who Gets the House?.
Emma es un camaleón que disfruta entrando en el personaje, y ha actuado tanto en papeles dramáticos como de comedia. Nominada para dos Young Artist Awards por sus papeles en Mary Cassatt: An American Impressionist y Strange Days at Blake Holsey High, una de las experiencias más memorables de Emma fue el papel dramático de la joven Agnes en la película nominada al Globo de Oro The Shipping News dirigida por Lasse Hallstrom.
También es conocida por su papel como el espíritu libre, aventurera inteligente, y entrometida Josie Trent en Strange Days at Blake Holsey High, también conocida como Black Hole High. En el vigésimo cuarto premio anual de artistas jóvenes (2003), Emma fue nominada Mejor actriz juvenil co-princioal en una serie de televisión (comedia o drama). Estaba en un campamento cuando descubrió que había obtenido el papel de "Josie" en Strange Days at Blake Holsey High.

## Vida personal
Emma tuvo un comienzo de carrera bastante interesante. Cuando tenía alrededor de ocho años preguntó a sus padres si podía asistir a clases de interpretación. Tenía la costumbre de comenzar unas clases (como danza o piano) y abandonarlas rápidamente. Así que sus padres le hicieron un compromiso: podría recibir clases de actuación, si tenía dinero para pagárselas ella misma. Emma comenzó a hacer sombreros de papel maché. El Ottawa Citizen había oído hablar de Emma, y escribió un artículo sobre ella. Después de aquel artículo, pronto reunió el dinero necesario para ir a las clases de actuación.
Taylor-Isherwood asistió a la High School Canterbury de Ottawa, donde se graduó en arte dramático en 2005. Interpretó el papel de madre de Henry Higgins en la producción de 2004 de dicha escuela secundaria My Fair Lady.
Ahora asiste a la Universidad de Carleton en Ottawa, Ontario.
Es la hermana mayor de la actriz Sally Taylor-Isherwood.

## Filmografía
| Año       | Título                                  | Personaje     | Notas                                  |
| --------- | --------------------------------------- | ------------- | -------------------------------------- |
| 1999      | Revenge of the Land                     | Hilda Hawke   | Serie de TV (Un episodio)              |
| 1999      | Who Gets the House?                     | Heidi Reece   |                                        |
| 1999      | Mary Cassatt: An American Impressionist | Elsie Cassatt | Serie de TV                            |
| 1999-2003 | Mona the Vampire                        | Mona Parker   | Serie de TV (Protagonista de la Serie) |
| 2000      | Ultimate G's                            | Laura         |                                        |
| 2001      | Tales from the Neverending Story        | Olano         | (Dos episodios)                        |
| 2001      | The Shipping News                       | Young Agnis   |                                        |
| 2002-2006 | El Colegio del Agujero Negro            | Josie Trent   | Serie de TV (Protagonista de la Serie) |
| 2006      | Me and Luke                             | Luke Morm     |                                        |
| 2007      | All the Good Ones Are Married           | Madison Gold  |                                        |